# Данияров, Элдияр
Элдияр Данияров (род. 16 декабря 1985, Рыбачье, Иссык-Кульская область) — киргизский артист балета. Лауреат Международного конкурса современного и народного танцев.

## Биография
Сын зоотехника Эмильбека Даниярова и преподавателя музыки Эльзы Абдыкасымовой, сестры — Даниярова Мээрим и Эрикова Айдай. В 1996 году поступил в Бишкекское хореографическое училище, в начальных классах учился у выпускницы Академии Русского Балета им. А. Я. Вагановой Анары Токтогуловны Омурзаковой. С 3/7 класса и до выпускного курса учился у народного артиста СССР, лауреата государственной премии СССР Алимбаева Берика Каримовича. В 2004 году окончил Бишкекское хореографическое училище. С 2004 г. танцевал в труппе Государственного Академического Театра Танца Республики Казахстан, одновременно в 2005—2009 гг. обучался на факультете хореографии Казахской Национальной Академии Искусств. В репертуаре — партии Зигфрида («Лебединое озеро»), Альберта («Жизель»), Принца («Щелкунчик»), Дезире («Спящая красавица»), Хозе («Кармен-сюита») и др. Выступал в составе Короны Русского Балета (Москва) в качестве приглашенного Солиста, выступал также в труппе «Молодой балет Алма-Аты» в Государственном академическом театре танца под руководством Булата Аюханова. Участвовал в различных гастрольных программах — в частности, в Днях Алматы в Штутгарте. C 2009 г. выступает также в составе Театра современного танца «Самрук» (Казахстан). В репертуаре — балеты (Жезтырнак), (Джаз Кафе), (Осень), (11 мыслей уходящего времени), (Время), (Песочные часы), (Рисовальщик), (Пауки) и др. Среди основных постановок — «Падая в море» на музыку Петериса Васкса (хореограф Пол Гордон Эмерсон). В 2011 году танцевал в труппе Бориса Эйфмана — в частности, партию Чекиста в балете «Красная Жизель». Элдияр Данияров работал с известными мировыми хореографами как: Адамова Гульнара, Борис Эйфман, Аюханов Булат, Емельянов Анатолий, Анна Алексидзе, Наталия Выскубенко, Анна Нехлюдова, Пол Гордон Эмерсон, Кристофер Морган, Ребека Райс, Марина О' Нейл. Выиграл бесплатное обучение в танцевальной школе-студии Paul Taylor Dance Company благодаря своей работе «In the Shade». Работает с 2012 года в Канаде в Atlantic Ballet Theatre Of Canada.